# Kryštof Šimon z Thun-Hohensteinu
Svobodný pán Kryštof Šimon Thun, od roku 1629 hrabě z Thun-Hohensteinu (německy Christoph Simon von Thun, 12. září 1582 – 27. března 1635) byl šlechtic z rodu Thun-Hohensteinů. Při pobělohorských konfiskacích získal rozsáhlý majetek v severních Čechách a roku 1629 byl povýšen do stavu říšských hrabat. Byl členem řádu Maltézských rytířů.

## Život

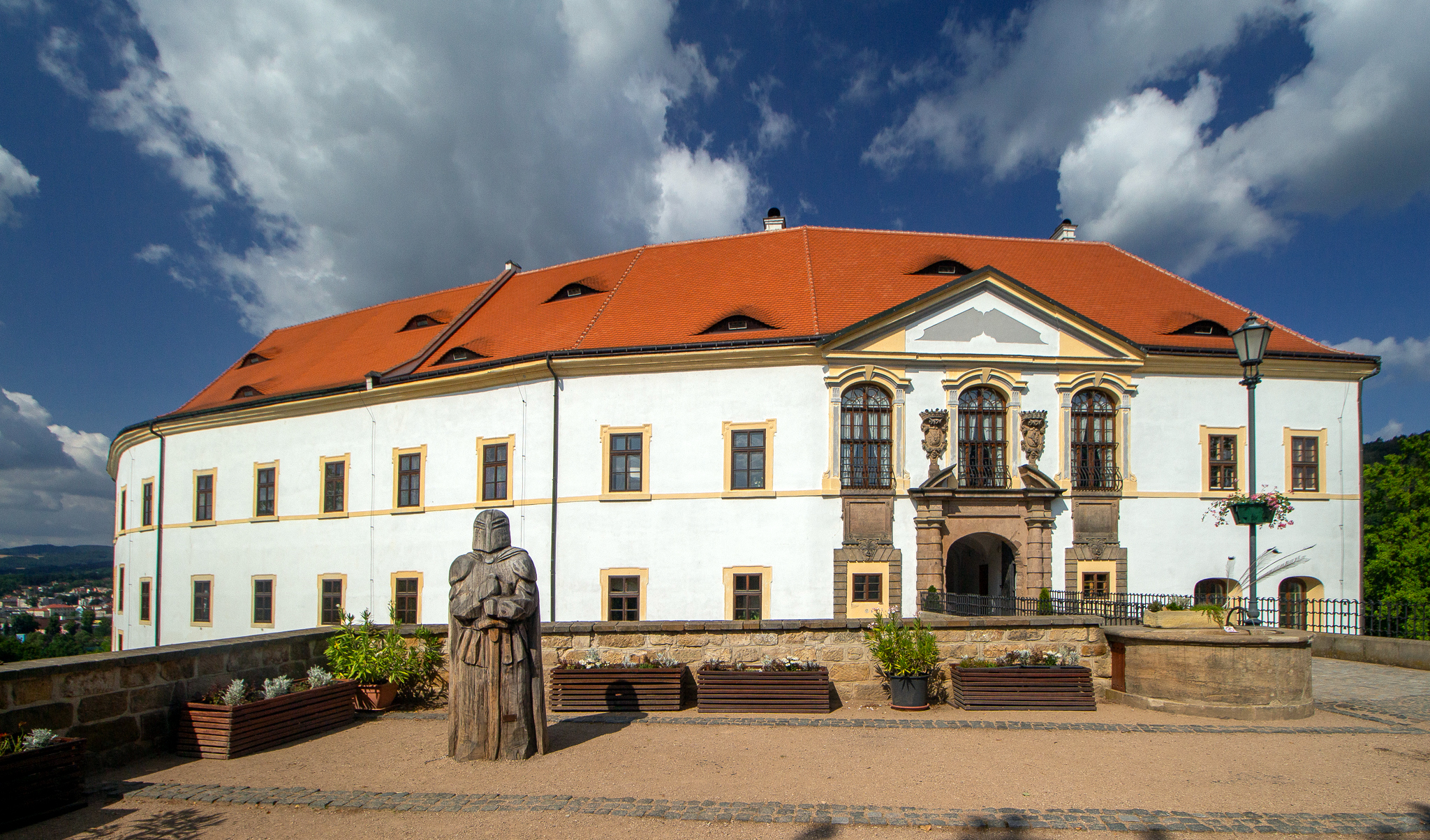
Zámek v Děčíně

Kryštof Šimon se narodil 12. září 1582 zako syn Zikmunda z Thunu. Od roku 1615 byl členem řádu Maltézských rytířů, v němž zastával funkci převora. V roce 1629 dosáhl povýšení do stavu říšských hrabat s přídomkem z Hohensteinu. Roku 1634 se zúčastnil bitvy u Nördlingenu, ve které byl zraněn. Ke konci života chtěl vstoupit do jezuitského řádu, ale následky zranění a smrt 27. března 1635 mu v tom zabránily. Zemřel bezdětný a rozsáhlý majetek po něm zdědil synovec Jan Zikmund z Thun-Hohensteinu.
Dne 2. června 1623 koupil velká panství na Chomutovsku, zabavená během pobělohorských konfiskací Fictumům. Jádrem jeho panství se stal Klášterec nad Ohří a hospodářské zázemí Šumburku, Egerberku a Felixburgu. Zaplatil za ně 117 611 kop a čtrnáct grošů. Kromě dalších statků získal roku 1629 také rozsáhlé panství Děčín.